# Exetastes songicus
Exetastes songicus är en stekelart som beskrevs av Mao-Ling Sheng och Sun 2008. Exetastes songicus ingår i släktet Exetastes och familjen brokparasitsteklar. Inga underarter finns listade i Catalogue of Life.